# Vezakeini (chanson)

La chanson Vezakeini (en hébreu וזכני, ce qui signifie Et que je puisse mériter) est une chanson dont le texte provient d'une prière récitée après l'allumage des bougies du chabbat, et dont la musique est composée par Baruch Levine, un auteur-compositeur et interprète américain du XXIe siècle. Cette version chantée de Vezakeini, composée en 2006 et le titre d'un album, est devenue rapidement très populaire dans le monde orthodoxe juif.

## Contexte
La mère de famille juste après l'allumage des bougies de chabbat, moment propice à la méditation et à la prière, s'adresse à Dieu, du profond de son cœur, en exprimant l'espoir que ses descendants deviennent des érudits de la Torah et illuminent le monde par leur sagesse, tout en étant de vrais serviteurs de Dieu. Ce sont les larmes et l'amour des mères qui ont, à travers les générations, fait émerger de telles figures. 
La mère allume les bougies de Chabbat. Si elle est empêchée, ou en son absence, le mari allume les bougies.

## Texte enhébreu
וזכני לגדל
בנים ובני בנים
חכמים ונבונים
אוהבי ה
יראי אלקים
אנשי אמת
זרע קדש
בה' דבקים
ומאירים את העולם
בתורה ובמעשים טובים
ובכל מלאכת
עבודת הבורא

## Translittération du textehébreu
La translittération suit la prononciation ashkénaze utilisée par Baruch Levine : 
Vezakeini Legadel
Bonim Uvenei Bonim
Hahamim ounevonim
Ohavei Hashem
Yirei Elokim
Anshei Eimes
Zeira Kodesh
Bashem Devekim
Umeirim Es Oholom
Batoroh Uvemaasim Tovim
Uvekhol Melekhes
Avodas HaBorei

## Traduction enfrançais
Et que je puisse mériter d'élever
Des enfants et petits-enfants
Sages et érudits
Aimant Hashem
Craignant Elokim
Gens de vérité
Une sainte lignée
Qui soit attachée à Hashem
Et qu'ils illuminent Le Monde
Par La Torah
Et les bonnes actions
Et dans toutes les activités
Du Service du Créateur